# Jack Reacher (personagem)
Jack Reacher é o personagem principal da série de livros escrita pelo autor Lee Child. Ele protagonizou os livros Killing Floor (Dinheiro Sujo), Die Trying (Destino: Inferno), Tripwire (Alerta Final), Running Blind (Caçada às cegas), Echo Burning (Miragem em Chamas), Without Fail (Serviço Secreto), Persuader (Acerto de Contas), The Enemy (O Inimigo), One Shot (O Último Tiro), The Hard Way (Por bem ou por mal), Bad Luck and Trouble (não lançado no Brasil), Nothing To Lose (nada a perder em Portugal e no Brasil traduzido) , Gone Tomorrow (não lançado no Brasil), 61 Hours (não lançado no Brasil), Worth Dying For (não lançado no Brasil), The Affair (não lançado no Brasil), A Wanted Man (não lançado no Brasil), Never Go Back (Sem Retorno), Personal (não lançado no Brasil), Make Me (não lançado no Brasil), Night School (não lançado no Brasil) e The Midnight Line (não lançado no Brasil).
No Brasil os livros são publicados pela Editora Bertrand Brasil.

## Sobre o personagem
Jack Reacher nasceu no dia 29 de outubro de 1960, em uma base militar situada em Berlim. Aos 24 anos, se graduou na Academia Militar de West Point. O General Leon Garber foi o responsável por treinar e comandar Reacher. Após a formatura, ele atuou na Polícia do Exército durante 13 anos, onde liderou a Unidade de Investigações Especiais. Em 1990, foi rebaixado de major a capitão, porém, depois de algum tempo, conseguiu voltar para o posto de major. Ganhou muitos prêmios durante a carreira militar, mas resolveu dar baixa em 1997.
Depois disso, ele passou a viver como um andarilho: sem qualquer tipo de documento, sem residência fixa, sem dependentes. A renda que possui é a sua pensão do exército e, eventualmente, o dinheiro que rouba de seus inimigos. Reacher tem a estranha capacidade de descobrir a hora, em qualquer momento do dia, sem a ajuda do relógio. Geralmente, quando o questionam sobre essa estranha capacidade ele responde friamente: "Eu costumava ter um relógio, mas ele quebrou".
Através dos livros, podemos observar algumas curiosidades a respeito de Jack: em "Dinheiro Sujo" é revelado que ele é apaixonado por música, especialmente por Blues. Ao longo da série, observamos que Reacher é viciado em café. Além disso, ele sempre se senta de costas para a parede, de modo que não possa ser atacado por trás.
Sobre seus atributos físicos, Jack Racher tem 1,98 m, pesa entre 100 e 115 quilos, tem olhos azuis e cabelos loiros sujos. É extremamente forte, mas não é um bom corredor. Carrega inúmeras cicatrizes pelo corpo: uma grande no abdômen, causada por estilhaços; uma pequena cicatriz obtida através de uma facada em uma briga com um membro da Al Qaeda; além disso, também tem uma marca no peito, causada por um tiro que levou à queima-roupa.
Apesar de viver sem vínculos familiares sabemos que sua mãe, Josephine Moutier Reacher, nasceu na França. Com apenas 13 anos, ela ingressou na Resistência Francesa e, sob o pseudônimo de "Beatrice", trabalhou com Le Chemin de Fer Humain (Estrada de Ferro do Homem), salvando 80 homens. Ela conheceu o pai de Jack Reacher na Coreia e se casou com ele. Jack nasceu quando ela tinha 30 anos. Em 1988, ficou viúva e em 1990 faleceu aos 60 anos.
Já o pai de Reacher (nome desconhecido) foi um fuzileiro naval que serviu na Coreia e no Vietnã. Seu serviço na Marinha dos Estados Unidos fez com que ele e sua família morassem em várias bases militares. Ele faleceu em 1988.
Joe Reacher era o único irmão de Jack. Nascido em uma base militar no Brasil em 1958, era dois anos mais velho que Jack e também foi graduado na Academia Militar, em West Point. Passou cinco anos no Serviço de Inteligência Militar dos Estados Unidos, antes de ingressar no Departamento do Tesouro. Em 1997, faleceu. Por ter sido morto no cumprimento do dever, seu nome pode ser encontrado no rolo do Tesouro de Honra.

## Livros Lançados no Brasil
"Dinheiro Sujo"
Depois de sair de um ônibus para descobrir o que aconteceu com o músico Blake Blind, Reacher é preso e acusado por homicídio. Após um atentado à sua vida, Jack Reacher está determinado a descobrir o que aconteceu. Posteriormente, ele descobre que foi acusado pelo assassinato de Joe Reacher, seu próprio irmão. Inconscientemente, Jack tinha tropeçado em um dos maiores esquemas de falsificação dos Estados Unidos. Este romance se passa em Margrave, na Geórgia.
"Destino Inferno"
Em uma rua movimentada de Chicago na luz do meio-dia, Jack Reacher está simplesmente passeando. Holly Johnson, jovem atraente e atlética, carregando cabides, atrapalhada com seu par de muletas, está claramente precisando de ajuda. Ao oferecer ajuda à pobre moça, Reacher encontra uma arma apontada para sua barriga. Agora os dois terão que se unir e confiar um no outro para enfrentar o inferno que os aguarda.
"Alerta Final"
Após sua última aventura, Reacher vive solitário no sul da Flórida, cavando piscinas e trabalhando como segurança em uma casa de strip. Quando um investigador particular viaja até a pequena Cidade onde está o ex-militar e começa a perguntar por ele, rapidamente é assassinado por dois desconhecidos. Agora, por mais que queira manter sua vida tranquila, o ex-militar vê-se obrigado a descobrir quem procura por ele e porque não querem que o encontre.
"Caçada às cegas"
Quando a sargento Amy Callan e a tenente Caroline Cook são encontradas mortas em suas próprias casas — dentro de banheiras cheias de tinta verde igual à usada pelo Exército, com seus corpos completamente intactos —, Jack Reacher se torna suspeito. Ele as conhecia — e sabia que ambas haviam pedido baixa após serem vítimas de assédio sexual. Ex-militar, solitário e sem destino, ele se encaixa perfeitamente no perfil traçado pelo FBI e acaba preso. Mas, quando um terceiro corpo é descoberto, conclui-se que o verdadeiro assassino ainda está à solta. Mesmo contra a sua vontade, mas persuadido pelo FBI, Reacher toma parte no caso. O que essas mulheres teriam em comum e por que alguém estaria empenhado em silenciá-las? Conseguirá Reacher resolver o mistério e provar que, não importa a situação, ele sempre se sobressairá como único e absoluto herói?
"Miragem em Chamas"
Jack Reacher está à deriva em meio ao verão escaldante do Texas e sabe que pegar carona não é um meio de transporte muito seguro. Porém, quando Carmem, uma jovem linda e rica, aparece dirigindo um Cadillac, ele embarca de imediato. A filha dela está sendo mantida sob constante vigilância e seu marido está preso. Quem irá protegê-las quando ele for solto? Nosso herói não resiste a uma bela dama em apuros; além do mais, perigos não são novidade para ele. E no rancho remoto dos sogros de Carmem, no Condado de Echo, há muitos desafios: mentiras, preconceito, ódio e assassinato. A família é hostil, a polícia da cidade, não muito confiável, e os advogados, incompetentes. Se Reacher não puder acertar as coisas, quem poderá? Crepitante como o sol de El Paso, Miragem em Chamas é um suspense regado à pimenta jalapeño estrelado por um dos heróis mais engenhosos e memoráveis do gênero.
"Serviço Secreto"
Jack Reacher está acostumado a vagar sozinho de uma cidade a outra, sem destino, emprego, endereço ou identidade. Entretanto, ao ser procurado por M. I. Froelich, uma agente do Serviço Secreto, recebe um pedido bastante incomum: “Quero contratá-lo para assassinar o vice-presidente dos Estados Unidos da América”. Mais nova chefe de segurança do vice-presidente eleito, ela quer que Reacher tente encontrar as falhas na defesa de sua equipe, testando sua eficácia contra um potencial ataque. Reacher é a pessoa certa para isso: tem a habilidade e a furtividade de um ex-policial do Exército, além de ser totalmente anônimo. Ela só não fala que, na verdade, a ameaça é real e a vida do vice-presidente de fato corre perigo.
"Acerto de Contas"
Inteligente e brutal, o novo thriller estrelando Jack Reacher o coloca cara a cara com um fantasma de seu passado. Jack Reacher, ex-militar e andarilho, reencontra um homem investigado em seu tempo no Exército, dado como morto dez anos atrás. Ao vê-lo vivo, perambulando pelas ruas, Reacher só tem uma certeza: a justiça ainda não foi feita. Para descobrir a história por trás do fantasma de seu passado, ele precisa se infiltrar em uma casa afastada da civilização e se isolar entre desconhecidos e inimigos sob um falso pretexto. Tudo o que o separa da quebra de seu disfarce e de uma morte dolorosa é a própria perspicácia. Mas, ao se ver dividido entre enfrentar uma situação arriscada e ter a chance de fazer justiça, Reacher sabe que não tem escolha.
"O Último Tiro"
Em uma pacata cidade, cinco pessoas são mortas a tiros por um perito sem nenhum motivo aparente. A polícia rapidamente identifica e prende o culpado. Porém o acusado alega que é inocente e pede a ajuda de Jack Reacher para solucionar o caso. Jack fica curioso e decide investigar, mas logo se vê envolvido em um complexo esquema.
"Por bem ou por mal"
Em Nova York, Jack Reacher observa um homem atravessar a rua e dirigir noite adentro em um Mercedes. O carro transporta um milhão de dólares e um possível criminoso. No rastro de um terrível sequestro, Reacher descobre-se em meio a uma guerra sórdida, na qual nada é tão simples quanto parece. Seu contratante, Edward Lane, esconde algo sujo. A única forma de descobrir a verdade é fazendo as coisas do jeito difícil. O que começou como um simples negócio nas agitadas ruas nova-iorquinas, terminará com Reacher escondido nas sombras — armado, perigoso e invencível.

## Mulheres de Jack Reacher
Holly Johnson, de 27 anos, é uma agente especial recém-chegada do FBI e ex-analista da Wall Street. Ela é atraente, autoconfiante e tem uma lesão no joelho causada por um jogo de futebol, o que exige que use uma muleta.
Jodie Garber-Jacob, de 30 anos, é a filha do general Leon Garber. Ela conheceu Reacher aos 15 anos e se apaixonou por ele. Mas, pela idade, estava totalmente fora dos limites para o herói. Ela é divorciada, usa seu nome de solteira e trabalha como advogada corporativa.

## Jack Reacher no cinema
Os direitos do livro "Destino: Inferno" e de outros títulos do escritor Lee Child já foram comprados pela Paramount Pictures. O estúdio contratou Josh Olson, roteirista indicado ao Oscar, para fazer a adaptação de "Um Tiro" para as telas de cinema.